# Règle d'utilisation des armes à feu par la police au Royaume-Uni
La règle d'utilisation des armes à feu par la police au Royaume-Uni concerne ses quatre nations constitutives : Angleterre, Écosse, Pays de Galles (qui constituent la Grande-Bretagne) et l'Irlande du Nord. En Irlande du Nord, tous les policiers portent des armes à feu. Dans le reste du Royaume-Uni, les policiers ne portent pas d'armes à feu, sauf dans des circonstances particulières. Cela provient de la formation de la Metropolitan Police Service au XIXe siècle, lorsque les policiers n'étaient pas armés, en partie pour contrer les craintes du public et les objections envers les forces de maintien de l’ordre armées comme cela avait déjà été vu avec l'armée de terre britannique maintenant l'ordre en cas de besoin. L'armement de la police en Grande-Bretagne est un sujet éternel de débat.
La plupart des agents sont plutôt équipés avec d'autres articles pour la défense personnelle, comme les menottes Speedcuffs, la matraque télescopique ASP et des sprays incapacitants comme PAVA ou CS. Bien que n'étant pas des armes à feu, les sprays incapacitants sont assujettis à certaines des mêmes règles et règlements que les armes à feu en vertu de l'article 5 (b) de la loi sur les armes à feu de 1968.
Le service de police d'Irlande du Nord (anciennement la police royale de l'Ulster, en anglais : Royal Ulster Constabulary), le service de garde de sécurité d'Irlande du Nord (Northern Ireland Security Guard Service), la police du ministère de la Défense (Ministry of Defence Police), la police du nucléaire civil (Civil Nuclear Constabulary) et le groupe de protection diplomatique (Diplomatic Protection Group) portent quotidiennement des armes à feu. Chaque force peut également faire appel aux Firearms Units, à l’Armed Response Vehicle, et certaines unités spécialisées de la police métropolitaine sont systématiquement armés.
Pour l'année 2007-08, il y avait 6 780 agents autorisés à porter une arme à feu (Authorised Firearms Officer), 21 181 opérations de police dans laquelle les armes à feu ont été autorisées en Angleterre et au Pays de Galles et sept incidents où des armes à feu ont été utilisées.
Depuis 2004, les forces de police utilisent de plus en plus des Tasers contre des assaillants armés. Ils sont mis en œuvre par les Authorised Firearms Officers (agents autorisés à porter des armes à feu). Les Tasers sont considérés par les autorités comme une alternative moins létale, pour les armes à feu, même si Amnesty International affirme que leur utilisation aurait entrainé soixante-dix décès aux États-Unis et au Canada.

## Histoire

### Irlande
Première force de police organisée en Irlande, la police royale irlandaise (Royal Irish Constabulary), a été créée au début du XIXe siècle, après que l'Irlande ait été absorbé dans le Royaume-Uni. En raison de la quantité de troubles civils et de la menace de groupes nationaliste et républicain irlandais, la police royale irlandaise a été armée depuis l’origine. La police royale irlandaise a joué un rôle clé dans la lutte contre l'Armée républicaine irlandaise (IRA) lors de la guerre d'indépendance irlandaise (1919-1922), et était essentiellement une force de police paramilitaire. En 1922, l'État libre d'Irlande a fait sécession du Royaume-Uni et mis en place sa propre force de police non armée. Cependant, six comtés d'Irlande sont restés dans le Royaume-Uni pour constituer l’Irlande du Nord.

### Irlande du Nord
La force de police d'Irlande du Nord, la police royale de l'Ulster (Royal Ulster Constabulary - RUC), a été armée dès le début en raison de la menace de l'IRA. Les armes à feu ont été quotidiennement par le RUC pendant les troubles, et un certain nombre de personnes ont été tuées par des armes à feu du RUC ou par le tir de balles en plastique pendant cette période. En 2001, le RUC est devenu le service de police d'Irlande du Nord (Police Service of Northern Ireland - PSNI). Elle est restée une force de police armée, en partie en raison de la menace persistante de groupes paramilitaires républicains dissidents.

### Grande-Bretagne
L'utilisation d'armes à feu par la police en Grande-Bretagne a suivi un développement lent, controversé car des officiers supérieurs voulaient que leurs forces conservent leur effet du « Bobby britannique » ou l’effet « Dixon of Dock Green » sur la communauté. En Grande-Bretagne, pendant la Seconde Guerre mondiale, les armes à feu étaient portées seulement pour protéger le 10 Downing Street et la famille royale, mais la police reçut de nombreuses armes à feu en cas d'invasion. Elles n'ont jamais été emmenées lors des patrouilles ordinaires, en partie du fait que les revolvers avaient été fournis sans étui, car les étuis étaient en nombre insuffisant en raison de la guerre. La formation à l’utilisation des revolvers Webley & Scott (en) consistait généralement à tirer six coups et de réussir à atteindre trois fois la cible, le chargement de l'arme n'était pas enseigné. À l'issue de la Seconde Guerre mondiale, le ministère de l'intérieur britannique a formulé en 1948 une série de remarques concernant le rôle que les forces de polices pourraient être amenées à jouer en cas de nouvelle guerre ou de conflit nucléaire. Dans cette optique, il est alors arrêté qu'une partie de celles-ci se verraient équipées de Stens par le ministère de la Défense, ainsi que de Lee Enfield No 4 Mk2. Ceux-ci, ainsi que des revolvers et des munitions, furent conservés dans des dépôts secrets dans tout le Royaume-Uni afin que chaque force ait des armes à proximité et pourrait y avoir accès si et quand le moment viendrait.
Historiquement, les agents en patrouille de nuit dans certaines divisions de Londres étaient souvent armés de revolvers Webley. Ceux-ci furent portés après l'assassinat de deux agents en 1884, bien que des officiers pouvaient choisir de porter une arme. Des policiers armés étaient rares au tournant du siècle, et furent désarmés officiellement en juillet 1936. Même si, après la bataille de Stepney en 1911, des Webley semi-automatiques furent donnés à des agents. Depuis 1936, des armes à feu ne peuvent être délivrées par un sergent qu'avec de bonnes raisons, et seulement aux agents qui avaient été formés à leur utilisation.
La question de l'armement au quotidien en Grande-Bretagne fut soulevée après l'affaire Derek Bentley en 1952, dans laquelle un agent de police fut tué et un sergent gravement blessé, et de nouveau en 1966 après le massacre de Braybrook Street, dans laquelle trois policiers de Londres furent tués. En conséquence, environ 17 % des agents à Londres furent autorisés à porter des armes. Après la mort d'un certain nombre de civils, dans les années 1980, tués sur la police, le contrôle des armes fut considérablement renforcé, de nombreux agents eurent leur autorisation de port d'arme révoqué, et la formation pour les autres fut grandement améliorée. En 2005, environ sept pour cent des agents de police à Londres était formés à l'utilisation des armes à feu. Les armes à feu n'étant délivrées à un agent qu’avec des directives strictes.
Afin de permettre aux agents armés de réagir rapidement en cas d'incident, la plupart des forces disposent de véhicules spécialement adaptés, les Armed Response Vehicles (ARV). Les ARV sont issus des véhicules de réponse instantanée mis en place par la police du West Yorkshire en 1976, et furent introduits à Londres en 1991, avec 132 interventions armées cette année-là.
Bien que largement due à une augmentation significative de l'utilisation de fausses armes à feu et d’armes à air comprimé, l'augmentation globale de la criminalité à main armée entre les années 1998/99 et 2002/03 (elle a diminué depuis 2003/04, bien que l'utilisation d’imitations ait continué à augmenter) a gardé cette question sous les feux de l’actualité. En octobre 2000, la police du Nottinghamshire introduisit des patrouilles armées dans les quartiers de St Ann's et Meadows à Nottingham, en réponse à quatorze fusillades liées au trafic de drogue dans ces deux zones l'année précédente. Bien que la mesure n'était pas destinée à être permanente, les patrouilles s’intensifièrent à l'automne 2001, après de nouvelles fusillades, après quoi les crimes à main armée diminuèrent de façon spectaculaire.
En septembre 2004, toutes les forces en Angleterre et au Pays de Galles eurent accès au Taser, mais il ne pouvait être utilisés que par les agents autorisés à porter une arme à feu (Authorised Firearms Officer - AFO) et par des unités spécialement formées. La Fédération de la police a depuis appelé tous les agents à être équipés de Taser, avec un certain soutien du public.
En 2010, à la suite de la blessure grave d'un officier non armé lors d'une attaque au couteau, le président du Police Memorial Trust, Michael Winner déclara qu'il avait rendu hommage à 44 agents et qu'il pensait qu’il était « presque certain qu'au moins 38 de ceux-ci [les policiers] seraient encore en vie s’ils avaient été armés ». En réponse, le président de la Metropolitan Police Federation Peter Smyth dit : « Un grand nombre de policiers ne veulent pas être armés. Nous ne voulons pas un appel aux armes, je ne pense pas que ce soit nécessaire ».
Les enquêtes menées par la Fédération de la police d'Angleterre et du Pays de Galles continuèrent de montrer une résistance considérable des policiers à être armés au quotidien. Dans la plus récente enquête, datant de 2006, Agent/Armement de la Fédération, 82 % des agents ayant répondu étaient contre l'armement au quotidien de la police, bien que 43 % soutenaient une augmentation du nombre d'agents formés et autorisés à utiliser des armes à feu.

## Statut juridique
L'utilisation d'armes à feu par la police est couvert par la loi (par exemple, la loi sur la police et les preuves criminelles de 1984 et la loi sur les droits de l'homme de 1998), la politique d’emploi (comme le code de conduite sur l'utilisation par la police des armes à feu et des armes moins létales et Guide des procédures sur l'utilisation des armes à feu de la police de l'ACPO) et la common law.
Les agents autorisés à porter une arme à feu (AFO) ne peuvent porter des armes à feu qu’autorisé par un « ordonnateur approprié ». L'ordonnateur approprié doit avoir un grade supérieur ou égal à celui d'inspecteur. Lors du travail dans les aéroports, les sites nucléaires, à une activité de protection et déployées dans les véhicules d'intervention armé dans certaines zones, le « port d’armes permanent » est accordé pour les armes personnelles. Tous les membres du service de police d'Irlande du Nord sont habilités à porter une arme personnelle en permanence, à la fois en service et en dehors. Dans toutes les forces, l'utilisation d'autres armes telles que les carabines semi-automatiques nécessite une formation et d'autorisation supplémentaire. Des carabines semi-automatiques sont stockées dans un dépôt d'armes à l'intérieur des véhicules d'intervention armées. L'approvisionnement en carabines semi-automatiques repose sur la décision d’un AFO.
La législation britannique autorise l'utilisation d’une « force raisonnable » pour procéder à une arrestation, pour empêcher un crime, ou pour s’auto défendre. Cependant, si la force utilisée peut être fatale, la Convention européenne des droits de l'homme ne permet que « l'usage d‘une force qui n'est pas plus élevé que celle qui est absolument nécessaire ». Les agents armés ne peuvent donc utiliser leurs armes « pour arrêter une menace à la vie imminente ».
La politique de ACPO impose que « l'utilisation » d'une arme à feu comprend à la fois le fait de pointer une personne et faire feu (accidentellement, par négligence ou intentionnellement). Comme tous les recours à la force en Angleterre et au Pays de Galles, il incombe à l’agent de justifier ses actes devant un tribunal.

## Armes à feu utilisées

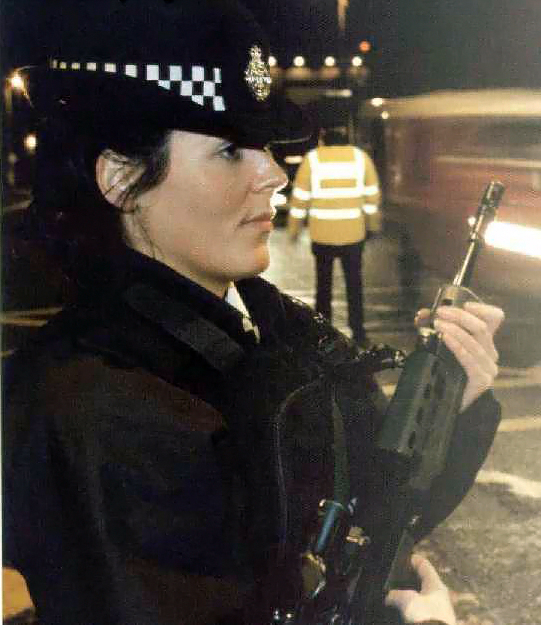
Un agent du Ministry of Defence Police en service équipé du SA80 L85A2.

Les différentes forces de police utilisent une variété d'armes à feu. Bien que, pour les forces en Angleterre et au Pays de Galles, des conseils soient donnés par l'ACPO et le département de l'Intérieur le choix des armes utilisées par les agents repose largement sur le chef de la police.

## Incidents notables
Selon un article d’octobre 2005 de The Independent, au cours des douze dernières années, trente personnes avaient été abattues par la police. Voici des exemples de fusillade impliquant des policiers britanniques. Ce chiffre exclut vraisemblablement les tués en Irlande du Nord. Pendant les Troubles en Irlande du Nord, les officiers de la police royale de l'Ulster ont tué trente civils, dix-sept membres des forces paramilitaires républicaines irlandais et 4 membres de groupes paramilitaires loyalistes.

### Incidents mortels
Note : ce qui suit ne comprend pas les tueries commises par la police en Irlande du Nord.
- En juin 1980, l’otage Gail Kinchin et son bébé à naître ont été tués dans des tirs croisés entre des agents de police des West Midlands et son petit ami.
- Le 24 août 1985, John Shorthouse âgée de cinq ans a été tué dans un raid de la police à son domicile à Birmingham. L'incident a conduit à une forte hostilité envers la police pendant les deux jours qui ont suivi la mort de John, un policier a été traîné hors de sa voiture de patrouille et roué de coups par des jeunes. À la suite de l'affaire de Shorthouse, la police des West Midlands a abandonné sa pratique de formation aux armes à feu et a formé une équipe de spécialistes[31].
- Le 15 janvier 1998, James Ashley, 39 ans, a été abattu par la police du Sussex alors qu’il était nu et désarmé lors d'un raid antidrogue dans son appartement. Le policier qui a tiré les coups de feu a été relaxé après un procès à l'Old Bailey[32].
- En juin 1999, Derek Bateman, 47 ans, du Surrey a été abattu d'une balle dans le cœur après que sa petite amie se soit rendue chez un voisin et ait téléphoné à la police, en leur disant qu'il était armé et qu’il avait menacé de la tuer. Il a été déterminé plus tard que l'arme qu'il avait brandie à la police était un pistolet à air comprimé[33].
- Le 22 septembre 1999, Harry Stanley, un peintre et décorateur, né à Bellshill près de Glasgow, rentrait chez lui quand il a été abattu par deux agents de la police métropolitaine à la suite d'un rapport erroné spécifiant qu'il portait un fusil à canon scié dans un sac plastique. Les policiers ont abordé M. Stanley par derrière. Alors qu’il se tournait vers eux, ils l'ont abattu à une distance de cinq mètres. Il est apparu plus tard que le sac en plastique contenait en fait un pied de table cassée que le frère de Stanley venait de lui réparer. À la suite de nombreuses enquêtes (en novembre 2004, un jury a rendu un verdict d'homicide illégal), les deux agents ont été innocentés après 6 ans d’enquêtes judiciaires et de procès. Il a été constaté que l’agent n’était pas responsable de crime et ne ferait pas l’objet de sanctions disciplinaires. Toutefois, le rapport formule des recommandations notables à la police sur la procédure à suivre après une fusillade et sur la manière d’aborder les suspects dans le dos[34].

- Le 12 juillet 2001, M. Andrew Kernan, 37 ans, un jardinier de Wavertree à Liverpool, a été abattu dans la rue par le deuxième tir de deux coups de feu tirés par des agents des forces de police de Merseyside. Les policiers avaient été appelés sur les lieux par la mère de la victime, Marie Kernan, qui avait également demandé l’assistance d’une équipe médicale psychiatrique chez elle parce que son fils schizophrène, Andrew Kernan, était agressif. Au moins quatre policiers des forces de police de Merseyside sont allés à l'appartement de Mme Kernan, mais Andrew Kernan a couru dans la rue, vêtu de son pyjama, armé d'un katana. M. Kernan donna un coup de sabre dans le rétroviseur extérieur d'une des voitures de police. Après avoir négocié avec lui pendant 25 minutes et utilisé du gaz CS, les agents ont tiré deux coups de feu. La deuxième balle a frappé M. Kernan dans la poitrine et il est mort sur le chemin de l'hôpital. Dans l’affaire d'Andrew Kernan, le chef de la police de Merseyside Norman Bettison prit l'initiative inhabituelle d'envoyer une lettre manuscrite à Marie Kernan pour présenter ses excuses. Le ministre de l'Intérieur David Blunkett ordonna une enquête sur la façon dont la police usa de la force armée, et la mère du défunt, Marie Kernan, 59 ans, déclara à l'époque : « On ne tue pas quelqu'un avec une maladie mentale, je demande justice pour Andrew et.je n’aurai pas de repos jusqu'à ce que j'obtienne une réponse ». Cependant, un verdict de meurtre légal a été rendu par le jury à la Cour de district de Liverpool, le 9 décembre 2004 et le médecin légiste, André Rebello, a salué les actions des agents sur les lieux. Le commissaire de l'IPCA pour le Nord-Ouest, Mike Franklin, a déclaré que « les policiers impliqués dans cette affaire ont été exposés à un scénario qui évoluait rapidement... les agents armés présents sur les lieux ont agi courageusement et l'enquête n'a trouvé aucune preuve que leurs actions n’aient pas atteint le niveau exigé ou attendu »[35].

- Le 22 juillet 2005, Jean Charles de Menezes, un ressortissant brésilien vivant à Londres, a été abattu par des agents de la Metropolitan Police dans un train de métro à la station de métro Stockwell, convaincu qu'il était un kamikaze. Il a été touché à l’arrière de la tête sept fois. Initialement, la police affirma à tort qu'il portait des vêtements larges et qu'il avait sauté par-dessus les barrières de contrôle des billets lorsque la police l’a abordé, mais ne modifièrent pas leur déclaration jusqu'à ce que la bonne information fut divulguée à la presse. Ils ont ensuite présenté des excuses, en disant qu'ils l'avaient pris pour un suspect des attentats manqués de la veille et en reconnaissant que de Menezes n’avait en fait aucun explosif et était sans rapport avec les attentats à la bombe. À la suite d'une enquête menée par la commission indépendante d'examen des plaintes concernant la police (Independent Police Complaints Commission - IPCC), le service des poursuites de la Couronne (Crown Prosecution Service) annonça le 17 juillet 2006 qu'aucune accusation ne serait retenue contre les agents impliqués dans la mort de Jean Charles de Menezes. Sir Ian Blair, commissaire de la Metropolitan Police lorsque la fusillade a eu lieu, cependant, devra faire face à des accusations en vertu de la législation sur santé et la sécurité sur ses capacités professionnelles — plutôt que personnelle. La famille de Jean Charles de Menezes a appelé le gouvernement à ouvrir une enquête publique sur la fusillade[36].

- En juin 2007, Anne Sanderson a été abattu par un agent armé à Sevenoaks, dans le Kent après avoir vu avec ce qui a été plus tard identifié comme un pistolet BB, qu'elle a refusé à se dessaisir lorsqu’elle a été interpellé par la police. C'était la première fusillade mortelle d'une femme par la police du Royaume-Uni en 27 ans (et la première fois que la fusillade était délibérée)[37]. Un mois auparavant, des policiers avaient trouvé des notes dans la voiture de Sanderson, qui avait des connotations suicidaires, mais aucune action n'a été entreprise. Une enquête ultérieure de l'IPCC nota cela, ainsi que d'autres questions de procédure dans l'enquête, mais établit qu'elles « n’avait pas eu d'impact négatif sur les résultats de l'incident ». En outre, le rapport indiqua que les agents impliqués s’étaient « acquittés de leur tâche consciencieusement et avec diligence » et qu'un jury d'enquête a rendu un verdict d'homicide légal[38].

- Le 4 août 2011, Mark Duggan a été abattu par les MPS, provoquant des émeutes massives dans tout Londres. Quatre agents sont entendus après l'incident, mais il a été spéculé « de fuites provenant de sources officielles, au journal The Times... que l'officier armé serait lavé de tout soupçon sur la base qu'il avait « de forte présomptions que lui ou ses collègues étaient en danger imminent d’être abattus »[39].

### Incidents non mortels
Note : ce qui suit ne comprend pas les incidents en Irlande du Nord.
- Le 17 janvier 1983, Stephen Waldorf a été abattu par la police chasse qui était à la poursuite de David Martin, qui prenait la fuite du palais de justice de Marlborough Street où il devait faire face à une accusation de tentative d'assassinat d’un officier de police. Waldorf a été grièvement blessé dans une embuscade de la police dans une rue à l'ouest de Londres, après avoir été confondu avec Martin. Il a touché de cinq balles, puis frappé avec la crosse de son pistolet par un officier qui avait tenté de lui tirer une balle dans la tête, mais avait déjà utilisé toutes ses munitions. Waldorf se rétablit complètement et reçut finalement une la compensation[40].
- Le 28 septembre 1985, Cherry Groce, une mère de six enfants, a été abattue et paralysée par des officiers à la recherche de son fils. La fusillade a déclenché des émeutes à Brixton. Le policier impliqué a été blanchi de toutes accusations criminelles[41].
- En juillet 2005, la police de West Yorkshire a « tasé » un homme en état de choc hypoglycémique, croyant qu'il était une menace[42].
- Le 2 juin 2006, deux maisons ont été perquisitionnées dans une opération impliquant 250 policiers dans l'est de Londres. Un homme, Abdul Kahar, a été touché par un tir à l'épaule par la police lors du raid, mais a ensuite été libéré sans inculpation. Le raid était basé sur des renseignements erronés.

## Politique du «tir à tuer»
Les médias nationaux critiquèrent la politique dite du « tirer à tuer » adoptée par les forces de police. La formation au tir de la police enseignait l'utilisation des armes à feu pour « éliminer la menace » plutôt que de tuer. Après les attaques du 11 septembre 2001, de nouvelles lignes directrices furent élaborées pour identifier, affronter et traiter énergiquement des terroristes présumés. Ces lignes directrices sont connues sous le nom de code d’« opération Kratos ».
Basé en partie sur les recommandations des forces de sécurité d'Israël et du Sri Lanka, deux pays ayant une expérience des attentats-suicide, les lignes directrices de l’opération Kratos établissent que la tête ou les membres inférieurs doivent être visé quand un kamikaze présumé n’a pas l'intention de se rendre. Ceci est contraire à la pratique habituelle de viser le torse, qui présente la plus grande surface, mais un tir sur le tronc pourrait faire exploser une ceinture d'explosifs.
Sir Ian Blair est apparu à la télévision le 24 juillet 2005, pour endosser la responsabilité de l'erreur de la police métropolitaine lors de la tentative d’arrestation de Jean Charles de Menezes, identifié à tort comme un kamikaze trois jours avant, et reconnaître et défendre la politique, affirmant que « Il est contreproductif de tirer sur la poitrine d’un individu parce que c'est là que la bombe est susceptible d'être ».